# Hieracium christianbernardii
Hieracium christianbernardii es una especie de planta con flor del género Hieracium, de la familia Asteraceae, orden Asterales.

## Distribución
Hieracium christianbernardii se distribuye por Francia.

## Taxonomía
Fue descrita científicamente por de Retz. Fue publicada en Bull. Soc. Bot. France 121: 37 (1974).